# Wodogrzmoty Mickiewicza
Wodogrzmoty Mickiewicza, często Wodogrzmoty, także Wodospady Mickiewicza (słow. Mickiewiczove vodopády, niem. Mickiewiczfälle, Mickiewicz-Wasserfälle, węg. Mickiewicz-vízesések) – wodospady w Tatrach Wysokich utworzone z trzech większych i kilku mniejszych kaskad (od 3 do 10 m) na potoku Roztoka (w Dolinie Roztoki) wypływającym z Pięciu Stawów Polskich, ok. 1 km od jego ujścia do Białki. Trzy większe noszą nazwy: Wyżni Wodogrzmot, Pośredni Wodogrzmot i Niżni Wodogrzmot. Powstały one w miejscu, w którym woda pokonuje próg skalny, jakim Dolina Roztoki schodzi do Doliny Białki. Powyżej piętrzą się urwiska Turni nad Szczotami w masywie Wołoszyna. Nad Wodogrzmotami, na stokach Roztockiej Czuby rośnie reliktowy drzewostan modrzewiowo-limbowy.
Wodospady te nazwane zostały Wodogrzmotami z racji huku, jaki powoduje spadająca nimi woda, zwłaszcza po dużych opadach. Pierwotną nazwą ludową był Grzmot. Towarzystwo Tatrzańskie w 1891 roku nadało imię Adama Mickiewicza Wodogrzmotom oraz Dolinie Rybiego Potoku na pamiątkę sprowadzenia rok wcześniej prochów wieszcza na Wawel. Tablica upamiętniająca to wydarzenie została umieszczona na skale przy Niżnim Wodogrzmocie przez TT w 1891 r. Nazwa przyjęła się jedynie w odniesieniu do wodospadów, ale nie do doliny. Sam Mickiewicz nie był w żaden sposób związany z Tatrami ani z Podhalem, a nawet nigdy w tych rejonach nie był. W dramacie Konfederaci barscy występują wzmianki o Tatrach, jednak Mickiewicz napisał to dzieło w języku francuskim, a szczegóły tatrzańskie są w dużej mierze zasługą tłumacza, Tomasza Augusta Olizarowskiego. Według części autorów przewodników, m.in. Władysława Cywińskiego, nazwa Wodogrzmoty Mickiewicza jest nieprawidłowa i należy używać krótszej nazwy Wodogrzmoty. Krótsza nazwa występuje też w przewodnikach Józefa Nyki. Jednak oficjalna nazwa GUGiK to Wodogrzmoty Mickiewicza, tę nazwę jako podstawową podają także Paryscy w Wielkiej encyklopedii tatrzańskiej, czy liczne publikacje kartograficzne (np. mapy topograficzne, Atlas Satelitarny Tatry i Podtatrze, Atlas gór Polski).
Przed 1880 r. turyści nie dochodzili do wodospadów, mijając je w okolicach Starej Roztoki. Pierwszym znanym z nazwiska turystą, który widział Wodogrzmoty, był Walery Eljasz (1879, z przewodnikiem Maciejem Sieczką). Wodospady dostępne są dla turystów od 1886 r., kiedy to poprowadzono do nich ścieżki. Obecnie z kamiennego mostu wybudowanego w 1900 r. i poszerzonego w 1966 r. na drodze Oswalda Balzera wiodącej do Morskiego Oka widać dobrze jedynie Pośredni Wodogrzmot. Wyżni Wodogrzmot jest stąd ledwo widoczny, Niżni znajduje się poniżej mostu i jest niedostępny. Dalej, w kierunku Morskiego Oka, na zakręcie znajduje się punkt widokowy, z którego można zobaczyć m.in. Gerlach, najwyższy szczyt Tatr.
Obok wodospadów z drogą Balzera krzyżuje się zielony szlak ze schroniska Roztoka do Doliny Pięciu Stawów Polskich. Stoi tu drewniany budynek, pełniący funkcję magazynu schroniska. Do lat 80. miejsce to było parkingiem i przystankiem autobusów kursujących do Morskiego Oka, dziś stoją tu przenośne toalety.

## Szlaki turystyczne
z Toporowej Cyrhli przez Psią Trawkę, Rówień Waksmundzką i dalej wzdłuż szosy nad Morskie Oko.
- Czas przejścia z Równi Waksmundzkiej do Wodogrzmotów: 1:15 h, z powrotem 1:35 h
- Czas przejścia od Wodogrzmotów do Morskiego Oka: 1:30 h, ↓ 1:15 h

 szosą do parkingu na Palenicy Białczańskiej. Czas przejścia: 40 min, ↑ 50 min
 ze schroniska na polanie Stara Roztoka do Doliny Roztoki, a dalej do Doliny Pięciu Stawów Polskich.
- Czas przejścia ze schroniska do Wodogrzmotów: 15 min, z powrotem 10 min
- Czas przejścia znad Wodogrzmotów do Doliny Pięciu Stawów Polskich: 2:05 h, ↓ 1:30 h.